# John Babington
John Babington (fl. 1635) foi um matemático e artilheiro inglês.
Babington publicou em 1635 um volume in-fólio intitulado Pyrotechnia, or a Discourse of Artificiall Fireworks, ao qual foi adicionado "Short Treatise of Geometrie . . . with the tables for the square root to 25,000, and the cubick root to 10,000 Latus, wherein all roots under those numbers . . . are extracted onely by ocular inspection". A primeira parte do livro, que tratava do uso de fogos de artifício para fins militares e também para diversões, foi dedicada ao "Earl of Newport, Master of his Majesties Ordnance", e no prefácio o autor diz de si mesmo: "Tenho sido, com certeza, anos atrás, e agora também sou um dos artilheiros inferiores de Sua Majestade".
Três cópias de versos em inglês em elogio ao autor são prefixadas, uma das quais é de John Bate, o autor de "Mysteries of Nature and Art". A segunda parte, o tratado geométrico, foi especialmente projetada para o uso de armas de fogo e é dedicada a "Sir John Heyden, Tenente de Artilharia de Suas Majestades".
As tabelas logarítmicas, que constituem a terceira parte do livro, foram as primeiras publicadas na Inglaterra.